# 派恩城 (紐約州)
派恩城（英語：Pine City），是位於美國紐約州希芒縣的一個小村莊。2000年美國人口普查時人口為5220人。那裡設有一家郵局。

## 古蹟
- 救世主山修道院，於2015年被列入國家史蹟名錄[1]。

## 著名動物
- 花生 (松鼠)，Instagram動物網紅，因其在2024年美國總統選舉期間被紐約州環境保護局爭議性地安樂死，成為共和黨的選舉話題[2]。